# Негоєшть (Мехедінць)
Негоєшть, Негоєшті (рум. Negoești) — село у повіті Мехедінць в Румунії. Адміністративно підпорядковане місту Бая-де-Араме.
Село розташоване на відстані 262 км на захід від Бухареста, 41 км на північ від Дробета-Турну-Северина, 105 км на північний захід від Крайови.

## Населення
За даними перепису населення 2002 року у селі проживали 912 осіб. Усі жителі села рідною мовою назвали румунську.
Національний склад населення села:
| Національність | Кількість осіб | Відсоток |
| -------------- | -------------- | -------- |
| румуни         | 899            | 98,6%    |
| цигани         | 13             | 1,4%     |